# Matthias Haas
Mehmet Ekici (Rosenheim, 1990. április 17. –) német korosztályos válogatott labdarúgó, aki jelenleg a TSV Wasserburg játékosa. Testvérei, Leonhard Haas és Dominik Haas szintén labdarúgók.

## Sikerei, díjai
- Németország U17
  - U17-es labdarúgó-világbajnokság bronzérmes: 2007